# Villa Lamperti
La Villa Lamperti è un edificio di valore storico e architettonico di Napoli, situata nel quartiere di Posillipo.
Essa è visibile già nella veduta Baratta del 1629 (quando era forse un monastero rurale, come fa dedurre la torre campanaria tuttora presente) e quindi è rilevabile anche nella Mappa del Duca di Noja e nella pianta Schiavoni (Foglio Piedigrotta) del 1878, dove viene indicata come Casa Plassenel. Nel 1880 fu acquistata da Paolo Lamperti, i cui eredi la tennero fino al 1974.
La villa ha un piano terra preceduto da un portico e un piano nobile loggiato con sette arcate a tutto sesto inquadrate da colonne. Infine il pregevole cornicione è retto da archetti pensili poggianti su peducci in pietra.
Oggi è adibita ad abitazioni private ed è sottoposta a vincolo da parte della Soprintendenza di Napoli sin dal 1939.